# Кіффа
Кіффа (араб. كيفة, фр. Kiffa) — місто в південній частині Мавританії.

## Опис
Адміністративний центр області Асаба. Розташоване приблизно за 600 км на південний схід від столиці країни, міста Нуакшот, на висоті 94 м над рівнем моря. Місто відоме своїми намистами. Лежить на маршруті Ралі Дакар 2008. Є невеликий аеропорт.

## Клімат
| Клімат Кіффи            | Клімат Кіффи | Клімат Кіффи | Клімат Кіффи | Клімат Кіффи | Клімат Кіффи | Клімат Кіффи | Клімат Кіффи | Клімат Кіффи | Клімат Кіффи | Клімат Кіффи | Клімат Кіффи | Клімат Кіффи | Клімат Кіффи |
| Показник                | Січ.         | Лют.         | Бер.         | Квіт.        | Трав.        | Черв.        | Лип.         | Серп.        | Вер.         | Жовт.        | Лист.        | Груд.        | Рік          |
| Абсолютний максимум, °C | 40           | 46           | 45           | 46           | 47           | 48           | 46           | 44           | 43           | 42           | 41           | 38           | 48           |
| Середній максимум, °C   | 28           | 32           | 35           | 39           | 41           | 41           | 37           | 36           | 36           | 37           | 34           | 30           | 36           |
| Середня температура, °C | 23           | 26           | 28           | 32           | 35           | 36           | 33           | 32           | 32           | 32           | 28           | 23           | 30           |
| Середній мінімум, °C    | 17           | 18           | 22           | 26           | 29           | 30           | 28           | 27           | 27           | 26           | 21           | 17           | 24           |
| Абсолютний мінімум, °C  | 5            | 11           | 8            | 11           | 12           | 19           | 21           | 20           | 21           | 16           | 10           | 2            | 2            |
| Днів з дощем            | 1            | 1            | 0            | 0            | 1            | 1            | 2            | 3            | 2            | 1            | 1            | 1            | 13           |
| ----------------------- | ------------ | ------------ | ------------ | ------------ | ------------ | ------------ | ------------ | ------------ | ------------ | ------------ | ------------ | ------------ | ------------ |
| Джерело: Weatherbase    |              |              |              |              |              |              |              |              |              |              |              |              |              |